# Vadencourt (Somme)
Vadencourt é uma comuna francesa na região administrativa de Altos da França, no departamento de Somme. Estende-se por uma área de 4,92 km². Em 2010 a comuna tinha 103 habitantes (densidade: 20,9 hab./km²).